# Bösleben-Wüllersleben
Bösleben-Wüllersleben é um município da Alemanha localizado no distrito de Ilm-Kreis, estado da Turíngia. Pertence ao Verwaltungsgemeinschaft de Riechheimer Berg.